# Konstein (Wellheim)
Konstein (mundartlich Kunschdoa) mit Aicha (mundartlich Moacha) und der Einöde Wielandshöfe ist ein Gemeindeteil des Marktes Wellheim im Wellheimer Trockental im oberbayerischen Landkreis Eichstätt und im Naturpark Altmühltal.

## Geographische Lage

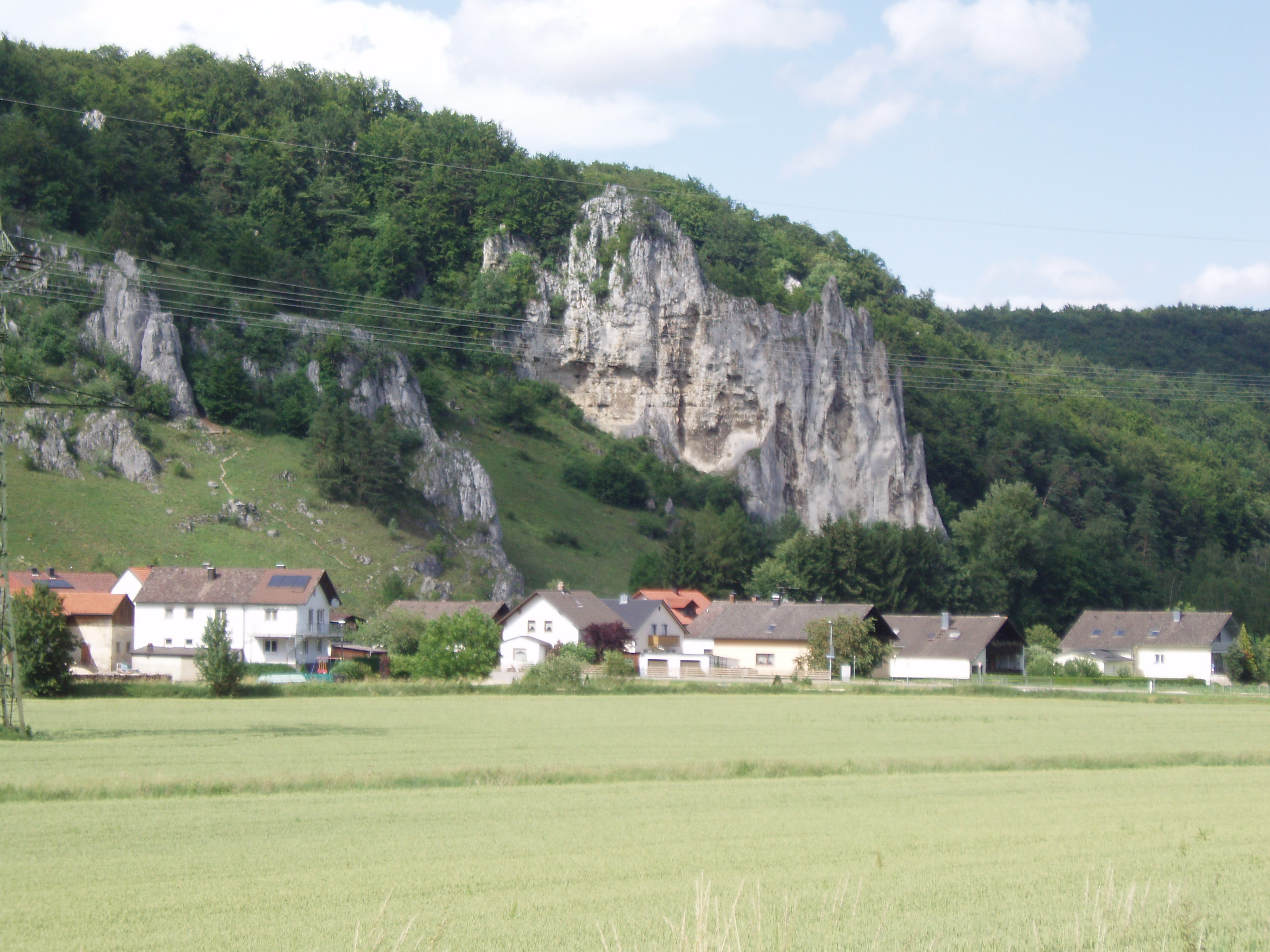
Konstein mit seinen berühmten Kletterfelsen, dem Dohlenfelsen

Das Kirchdorf liegt etwa einen Kilometer nordwestlich von Wellheim nach einer scharfen Kehre des Urdonau-Tals.

## Geschichte

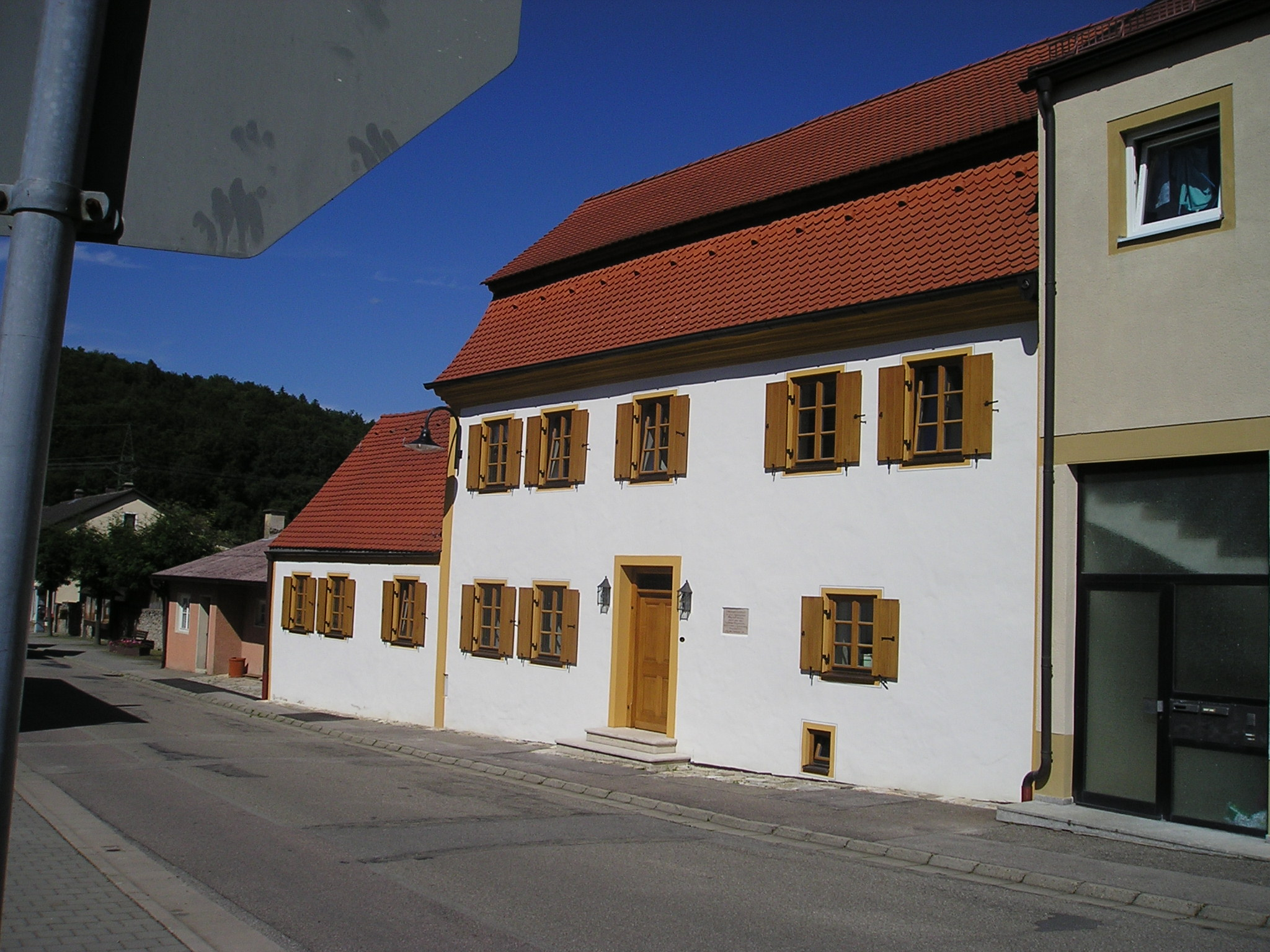
Ehemaliges pfalz-neuburgisches Försteranwesen in Konstein

Bei Konstein hat der Mensch der Steinzeit Spuren hinterlassen. 1982 wurde auf einem bronzezeitlichen Grabhügel im Talkessel zwischen Konstein, dem benachbarten Aicha und Wellheim eine Bügelknopffibel gefunden.
Konstein wird 1186 erstmals mit dem Edelfreien Chuno de Lapide (Kuno von Stein) erwähnt. Die Burg Konstein auf dem Felskegel „Chunstein/Chunenstein“, 1256 erstmals als solcher genannt, diente zum Schutz der Ostgrenze der Grafschaft Lechsgemünd-Graisbach gegenüber der Grafschaft Hirschberg. 1289 ist ein Ritter Heinrich von Muhr von Chunenstein Burgbesitzer und Leheninhaber. Er verfügte über weiteren Besitz, denn 1302 verkaufte er „Breid“ (= Preith) an den Eichstätter Bischof Konrad II. 1329 trägt eine Urkunde die Zeugenunterschrift Ulrich von Muors, genannt von Kunstein. 1345 erhielt der im Erbwege nunmehrige Burgherr von Konstein, der Ritter Ulrich Willprant von Parkstein und zu Kösching, von Kaiser Ludwig dem Bayern das Privileg der hohen Gerichtsbarkeit sowie für den Ort das Befestigungsrecht, von dem kein Gebrauch gemacht wurde, und 1347 auch den Wildbann. Seine Witwe heiratete Kuno von Laiming, der 1351 die Burg den bayerischen Herzögen verschrieb. Im Rahmen von Ausgleichsverhandlungen erhielt 1362 Burkhard von Seckendorff Burg und Ort zur Hälfte. Dessen Tochter, verehelicht mit dem Edelknecht Eberhard Schenk von Rosenberg, verkaufte 1385 den ganzen Besitz an die Herzöge von Bayern, die ihrerseits an Hans Hausner verpfändeten (bis 1457).
Im Landshuter Erbfolgekrieg (1503–1505) war Konstein ein halbes Jahr von Bundestruppen besetzt und wurde dann vom Pfalzgrafen Ruprecht eingenommen, der die Burg 1505 zerstörte. Konstein wurde durch den Kölner Spruch dem neuen Herzogtum Pfalz-Neuburg zugeteilt. 1506 wurde die Burg dem Küchenschreiber des Pfalzgrafen Friedrich, Willpold Pöll, für Verdienste überlassen. Friedrich war Vormund der Pfalz-Neuburgischen Prinzen. 1515 wiederaufgebaut, richtete der Bauernkrieg 1525 neue Zerstörungen an; erst nach 1540 wurde die Burg vom neuen Besitzer, dem Pfalzgrafen Ottheinrich, wiedererrichtet.
1542 schloss sich Ottheinrich dem Protestantismus und dem Schmalkaldischen Bund an, wodurch er in Gegensatz zu Kaiser Karl V. geriet, der 1546/1547 dessen Fürstentum und somit auch Konstein eroberte. 1617 wurde unter Kurfürst Wolfgang Wilhelm von Neuburg das Herzogtum Pfalz-Neuburg und damit auch Konstein rekatholisiert. Im Dreißigjährigen Krieg erlebte Konstein mehrere Plünderungen. Die Burg wurde unbewohnbar und diente fortan nur noch als Steinbruch. Heute ist sie bis auf einige Ringmauerreste und dem restaurierten rundbogigen Eingangstor abgetragen. Der Burggraben ist mit Schlacken der Glashütte teilweise verschüttet.
1684 bis 1693 wurde am Rammersberg ein Eisenbergwerk betrieben. 1795 wurde die Burgruine nebst Gärten, Brauhaus und Glashütte an den Oettingisch-Spielbergischen Rat Johann Edmund von Ruösch verkauft, der 1802 den Besitz an den Reichsgrafen Jakob von Pestalozza und dieser wiederum 1810 an den Grafen Karl August von Reisach zu Kempten weiter veräußerte. 1813 kam der größte Teil dieses Besitzes an den Konsteiner Brauer Zinsmeister, der die Vorburg als Bräukeller nutzte.
Bis 1802 blieb Konstein ein von Pflegern verwaltetes neuburgisches bzw. kurpfalz-bayerisches Amt. Es wurde 1803 dem Landgericht Monheim (Graisbach-Monheim) einverleibt.
Die Richtstätte war gemeinsam mit Wellheim der nahe Galgenberg inmitten des Urdonau-Tals. Ab 1857 gehörte Konstein zum Landgericht Eichstätt und damit zum Bezirksamt, später Landkreis Eichstätt.
Der an der Bahnstrecke Dollnstein–Rennertshofen 1920 errichtete Konsteiner Bahnhof verlor nach Einstellung des Personenverkehrs 1960 seine Funktion; zum Gütertransport und danach von einem Dollnsteiner Eisenbahnverein wurde die Strecke noch einige Jahre weiter genutzt. Der ehemalige Bahnhof dient seit 1989 dem Heimat- und Trachtenverein „D’ Schuttertaler“ Konstein e. V. als Vereinsheim. Die Bahntrasse ist inzwischen ein Radweg.
Bei der Einöde Wielandshöfe stand im Mittelalter die Stammburg der Wielande von Wielandstein.
Am 1. Mai 1978 wurde die Gemeinde Konstein in den Markt Wellheim eingegliedert.

## Glasindustrie
1578 wurde in Konstein von Leonhard Hadenbeck und Jakob Heg aus Ulm eine Glashütte gegründet. Die beiden verkauften diese an Hans Greiner aus Augsburg, der den Betrieb seinem Sohn Kaspar übergab und für sich 1649 in Solnhofen eine neue Glashütte errichtete. Die Konsteiner Glashütte blieb bis zur Mitte des 19. Jahrhunderts im Besitz der Greinerschen Familie. Nachfolgebesitzer waren ein Herr Bolle aus Nürnberg, dann die Firma Richter & Co. in Rudolstadt und dann weitere Firmen. Nach dem Zweiten Weltkrieg wurde die inzwischen stillgelegte Glashütte am östlichen Ortseingang 1946 als „Phönixhütte“ wiederbelebt und 1950 eine neue Fabrik gebaut, in der Glaserzeugnisse, vor allem Bleikristallglas, hergestellt wurde. Nach der Insolvenz 1986 wurde das Gelände nicht mehr genutzt. Auf zwei Dritteln des 2,7 Hektar großen Areals verfielen die Gewerbehallen. Das durch Schwermetall kontaminierte Gelände ist nur sehr aufwändig wieder nutzbar zu machen; die Nachnutzung sieht ein neues Gewerbegebiet und öffentliche Grünanlagen vor. Die Sanierung läuft seit 2005.

## Kirchen

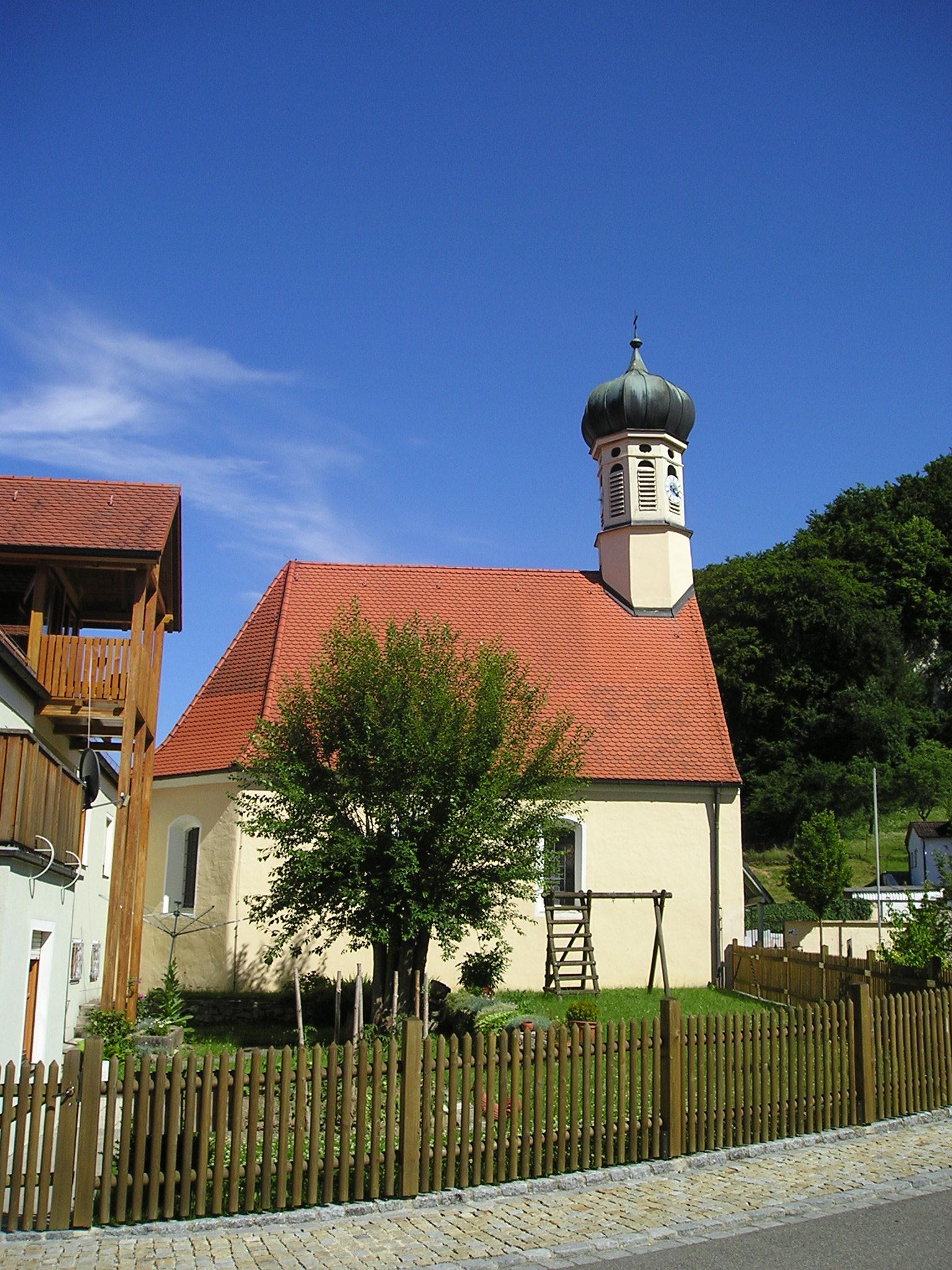
Evangelische Apostelkirche in Konstein

- Die Evangelisch-lutherische Apostelkirche geht auf eine Kapelle zum hl. Ägidius zurück, 1338 als Burgkapelle von Ulrich Willprant gestiftet. Nach der Reformation wurde sie, baufällig geworden, nach 1575 zur heutigen Gestalt erweitert. Im 18. Jahrhundert wieder katholischer Sakralraum, wurde dieser unter dem baufreudigen Wellheimer Pfarrer Johann Martin Bergmann innen barock umgestaltet. Der Stuck stammt von dem Eichstätter Stuckateur Jakob Egg (Eck). Nach dem Bau einer neuen, größeren katholischen Kirche in unmittelbarer Nachbarschaft wurde die Kapelle 1958 abermals der protestantischen Gemeinde übergeben und nach Umgestaltung am 13. Mai 1962 eingeweiht. Das barockzeitliche Deckenbild, Maria zeigend, wurde 1960 mit der Darstellung des auferstandenen Christus vom Münchner Kunstmaler Günther Danco in nur einem Tag übermalt. Die barocke Kanzel wurde zur Chorkanzel umfunktioniert. Auf der Emporenbrüstung befinden sich eine barocke Darstellung der zwölf Apostel und in der Mitte Christus. Der außen schlichte Saalbau mit zwei Fensterachsen und dreiseitigem Chor im Norden hat auf der Südseite einen achtseitigen Dachreiter mit Kuppel. 1967 wurde das Harmonium durch eine neue Orgel ersetzt. 2006 konnten dringend erforderliche Restaurierungsarbeiten an der Stuckdecke erfolgreich abgeschlossen werden. Die Gemeinde wird von der Evangelisch-lutherischen Kirchengemeinde Eichstätt, 2. Pfarrstelle, mitversorgt.
- Die Katholische Filialkirche St. Ägidius, gebaut 1958 bis 1960 nach einem Entwurf von Alfred Backs aus Augsburg-Göggingen, besitzt neben bauzeitlicher Ausstattung die Rokokoaltäre und die Orgel der älteren Ägidiuskirche.
- Die Katholische Ortskapelle von Aicha mit ihrem Dachreiter stammt aus der ersten Hälfte des 19. Jahrhunderts.
- Auf dem Weg von Konstein nach Tagmersheim befindet sich die Ruinenkirche Spindeltal.

## Arbeitsstelle für Treppenforschung
1951 begann Friedrich Mielke mit systematischer Treppenforschung; 1966 erschien sein grundlegendes Werk Die Geschichte der Deutschen Treppen. Seit 1980 leitete er in Konstein eine „Arbeitsstelle für Treppenforschung/Scalalogie“; von da ab erwuchs in Fachkreisen und bei Laien ein allgemeines und zunehmendes Interesse für das Fachgebiet „Treppe“. 1985 gründete er die Gesellschaft für Treppenforschung (Scalalogie) e. V., der sich bis 1990 mehr als 70 Mitglieder aus neun Ländern angeschlossen hatten.

## Klettergebiet
Im Gebiet Konstein/Aicha gilt der Dohlenfelsen als Klassiker unter den Kletterfelsen. Seine bis zu 35 Meter hohen Wände bieten 59 Touren. Einige der schweren Routen wurden während des internationalen Sportklettertreffens im Mai 1981 erstbegangen. Die bekanntesten Routen sind „Schaumrolle“, „Wenzel-Gedächtnis-Weg“ und der „Südgrat“.
Der 25 Meter hohe Turm „Madonna“ verfügt zusätzlich über 16 Routen. 1921 wurde das Ingolstädter Naturfreundehaus bei Konstein/Aicha erbaut. Des Weiteren gibt es den Klettersteig Oberlandsteig beim Dohlenfelsen.

## Wanderungen
Die Wanderwege 2 und 4 des Wellheimer Wanderwegnetzes führen durch Konstein. Die Schlaufe 11 des Altmühltal-Panoramaweges mit einer Gesamtlänge von 17 km führt von Dollnstein am Hang des Wellheimer Trockentales durch Konstein nach Wellheim und über Aicha zurück nach Dollnstein. Der im Jahre 2009 errichtete Urdonautal-Geoweg mit 13 Stationen für die Wanderroute und 15 Stationen für die Radroute führt unter anderem durch Konstein und Aicha. Der Altmühltal-Wallfahrerweg von Wemding über die Ruinenkirche Spindeltal nach Breitenbrunn streift Aicha.